# توبه (فیلم ۲۰۱۴)
«توبه» (انگلیسی: Repentance (2014 film)) یک فیلم است که در سال ۲۰۱۴ منتشر شد.